# Вебер, Карл
Карл Вебер (Карл фон Вебер; нем. Karl von Weber; 1 января 1806, Дрезден — 19 июля 1879) — немецкий историк.
Отец его, Карл Готлиб фон Вебер, известен сочинением «Systematische Darstellung des in Sachsen geltenden Kirchenrechts» (2 изд. Лейпциг, 1843—45), а младший брат его, Эрнст, написал «Vier Jahre in Afrika» (Лейпциг, 1878) и сочинение, направленное против вивисекций «Die Folterkammern der Wissenschaft» (Лейпциг, 1879).
Был директором главного Государственного Саксонского архива. Литературную известность ему доставил ряд выдающихся трудов по истории Саксонии и саксонского княжеского дома, составленных на основании архивных источников:
- «Maria Antonia Walpurgis, Kurfürstin zu Sachsen» (Дрезден, 1857);
- «Aus vier Jahrhunderten» (Лейпциг, 1857; продолжение, там же, 1861);
- «Zur Chronik Dresdens» (Лейпциг, 1859);
- «Moritz, Graf von Sachsen, Marschall von Frankreich» (Лейпциг, 1863);
- «Anna, Kurfürstin von Sachsen, geboren aus königl. Stamme zu Dänemark» (Лейпциг, 1865).

1862 — Вебер, вместе с Э. В. Г. Ваксмутом, предпринял издание «Archiv fur sächs. Geschichte», a с 1865 г. издавал его один.